# WWE Raw Women's Championship
WWE Raw Women's Championship là chiếc đai vô địch thế giới dành cho nữ đô vật được tạo ra và phát triển bởi công ty người Mỹ WWE dành cho thương hiệu Raw. Đây là một trong những hai chức vô địch thế giới dành cho nữ thuộc dàn sao chính của WWE, cùng với WWE SmackDown Women's Championship của SmackDown. Đương kim vô địch là Bianca Belair, đây là lần đầu tiên cô thắng đai này.
Được giới thiệu với tên WWE Women's Championship vào ngày 3 tháng 4 năm 2016 tại WrestleMania 32, đai được tạo ra nhằm thay thế đai WWE Divas Championship, có dòng lịch sử riêng biệt so với chức vô địch WWE Women's đầu tiên và Divas Champion. Charlotte Flair, khi đó được gọi là Charlotte, là tân vô địch đầu tiên. Sau đợt WWE draft 2016, đai vô địch trở thành độc quyền của Raw và được đổi tên, còn SmackDown cũng tạo ra một chiếc đai tương xứng là SmackDown Women's Championship. Raw Women's Championship là chức vô địch dành cho nữ đầu tiên được đem ra tranh đấu tại một sự kiện WWE pay-per-view là Hell in a Cell 2016. Đai cũng được tranh đấu tại sự kiện duy nhất của WWE dành riêng cho đô vật nữ, Evolution 2018, và cùng với đai SmackDown Women's được đem ra bảo vệ trong trận sự kiện chính của sự kiện hàng đầu WWE là WrestleMania 2019.

## Lịch sử hình thành

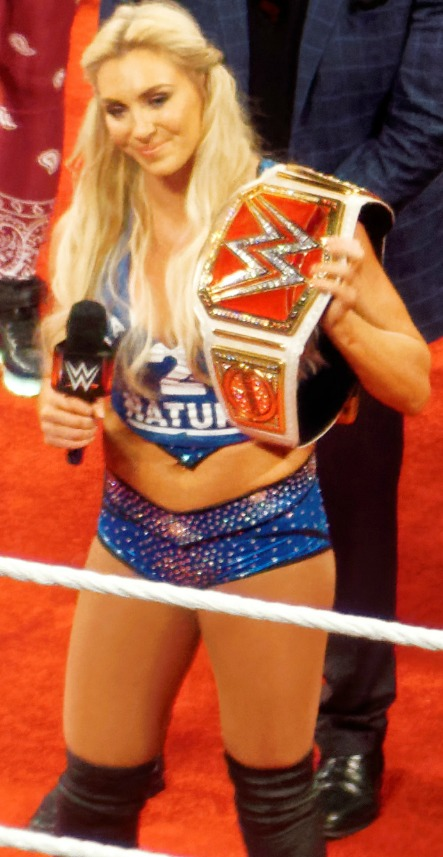
Tân vô địch đầu tiên và giữ kỷ lục 6 lần vô địch đai Raw Women's Champion là Charlotte Flair.

Vào ngày 3 tháng 4 năm 2016, Huyền thoại WWE Lita xuất hiện trong phần trước Kick-off tại WrestleMania 32: sau khi kể lại lịch sử đấu vật chuyên nghiệp nữ tại WWE, cô tuyên bố rằng dàn sao nữ WWE sẽ không còn được gọi là WWE Divas nữa, mà là Siêu sao WWE như các đô vật nam. Thuật ngữ "Divas" đã bị một số nhà bình luận, người hâm mộ, cựu đô vật và nữ đô vật nữ hiện tại, bao gồm cả WWE Divas Championship Charlotte, vì làm giảm bớt khả năng thi đấu và trình độ của họ. Lita cũng tiết lộ một chức vô địch mới và nói rằng Chức vô địch Divas sẽ bị bãi bỏ để thay thế bằng đai WWE Women's Championship mới. Tân vô địch đầu tiên sẽ được xác định thông qua trận đấu ba người giữa Charlotte, Becky Lynch và Sasha Banks vào cuối đêm đó, vốn ban đầu trận đấu được tổ chức để tranh đai Divas. Charlotte, nhà vô địch Divas cuối cùng, trở thành tân vô địch đầu tiên sau khi thắng trận đấu.
Sau đợt tái mở rộng thương hiệu trở lại vào tháng 7 năm 2016, đương kim vô địch Charlotte được draft sang Raw khiến chức vô địch độc quyền của Raw. Sau đó, đai được đổi tên thành WWE Raw Women's Championship tại SummerSlam vào tháng 8, khi SmackDown cũng tạo ra một chức vô địch tương tự. Đai NXT Women's Championship trở thành đai nữ chính thứ ba của WWE, khi thương hiệu NXT, vốn chuyên đào tạo đô vật lên dàn sao chính, trở thành thương hiệu chính thứ ba của WWE vào tháng 9 năm 2019 khi chuyển phát sóng qua kênh USA Network.
Khi đai được giới thiệu, đai có cùng tên với đai gốc (WWE Women's Championship). Dù vậy, chức vô địch mới không có cùng dòng lịch sử với đai gốc, đã được thống nhất với đai Divas năm 2010. Ban đầu, WWE thừa nhận chức vô địch gốc là tiền thân của đai hiện tại, và các nhà vô địch sau này đều khởi đầu từ khi The Fabious Moolah vô địch đai năm 1956.
Tại Hell in a Cell vào tháng 10 năm 2016, đai là chức vô địch nữ đầu tiên được đem ra tranh đấu trong sự kiện chính pay-per-view của WWE; đây cũng là trận Hell in a Cell đầu tiên dành cho nữ, và là trận sự kiện chính pay-per-view đầu tiên của các nữ đô vật. Tại sự kiện này, Charlotte (lúc này lấy tên đầy đủ là Charlotte Flair), đánh bại Sasha Banks để lần thứ ba lên ngôi vô địch. Sau hai năm, đai một lần nữa xuất hiện tại một sự kiện pay-per-view khác dành riêng cho nữ đầu tiên là Evolution vào tháng 10 năm 2018. Ronda Rousey đánh bại Nikki Bella để bảo toàn đai. Rousey sao đó bảo vệ đai trong trận Người Thắng Có Tất Cả ba người với Nhà vô địch nữ SmackDown Charlotte Flair và Becky Lynch trong trận sự kiện chính WrestleMania 35 vào tháng 4 năm 2019, và Lynch đã thắng trận đấu. Đây là trận đấu đầu tiên giữa các nữ đô vật trong trận sự kiện chính tại WrestleMania – vốn là sự kiện hàng đầu WWE. Ngày 10 tháng 5 năm 2020, chức vô địch lần đầu tiên trong lịch sử trở thành phần thưởng trực tiếp cho người thắng trận thang thép Money in the Bank (quay ngày 15 tháng 4 năm 2020), được Becky Lynch thông báo vào đêm hôm sau trong Raw. Lynch bị tước đai do lúc đó mang thai, và tuyên bố người thắng trận Money in the Bank, Asuka, là tân vô địch.

### Lịch sử thay đổi thương hiệu
Khi đai được công bố, đợt mở rộng thương hiệu trước đó đã kết thúc vào tháng 8 năm 2011. Từ khi được tạo ra đến khi diễn ra tái mở rộng thương hiệu vào tháng 7 năm 2016, đương kim vô địch Charlotte phải bảo vệ đai cả ở Raw lẫn SmackDown. Đúng với tên gọi, đai dành riêng cho thương hiệu Raw. Dù vậy, đai vẫn có thể bị chuyển đổi thương hiệu tại các buổi WWE Draft hàng năm.
| Ngày di chuyển   | Thương hiệu | Chú thích |
| ---------------- | ----------- | --- |
| 19 tháng 7, 2016 | Raw         | Đương kim vô địch WWE Women's Charlotte được draft sang Raw trong WWE draft 2016. Tên đai thay đổi thành WWE Raw Women's Championship sau khi SmackDown giới thiệu đai WWE SmackDown Women's Championship. |

## Thiết kế
Chiếc đai này có hình dáng giống với đai World Heavyweight, nhưng màu đai đã được chuyển sang màu trắng và chữ W trong nền là màu đỏ.

## Lịch sử danh hiệu
Tính đến ngày 23 tháng 03 năm 2025, đã có 24 lần vô địch giữa 11 nhà vô địch khác nhau. Charlotte Flair, sau gọi đơn giản là Charlotte, là nhà vô địch đầu tiên. Cô cũng giữ kỷ lục nhiều lần giành đai nhất với sáu lần. Lần đầu tiên Becky Lynch vô địch đai là lần giữ đai lâu nhất với 373 ngày (398 ngày được WWE công nhận do phát sóng muộn) trong khi lần giữ đai thứ năm của Flair là ngắn nhất với 22 giờ. Lynch cũng có tổng thời gian giữ đai dài nhất với 615 ngày (WWE công nhận 640 ngày). Asuka là nhà vô địch nhiều tuổi nhất, giành đai ở tuổi 38, trong khi Banks là nhà vô địch trẻ nhất khi thắng đai ở tuổi 24 và 181 ngày.
Nhà vô địch hiện tại là Bianca Belair. Cô thắng đai khi đánh bại Becky Lynch tại Đêm 1 WrestleMania 38 vào ngày 2 tháng 4 năm 2022 tại Arlington, Texas.